# Federal Communications Commission
De Federal Communications Commission (FCC) is een onafhankelijk Amerikaans overheidsorgaan dat is opgericht naar aanleiding van de Communications Act (communicatiewetgeving) van 1934, ingevoerd door president Franklin Roosevelt.
De FCC draagt de verantwoordelijkheid voor alle regelgeving met betrekking tot telecommunicatie, waaronder internet en radio-, televisie-, kabel- en satellietcommunicatie. Zij regelt ook het gebruik van radiofrequenties, bijvoorbeeld de frequenties die door mobiele telefoons en draadloze netwerken worden gebruikt. De FCC doet dit onder andere om interferentie en andere vormen van storing tussen verschillende toepassingen te voorkomen. De FCC bepaalt ook welke afbeeldingen zoals wegens te bloot al dan niet onder censuur vallen.